# ガチャろく
『ガチャろく』は、ソニー・コンピュータエンタテインメントより2002年12月5日に発売されたPlayStation 2用ゲームソフト。

## 概要
すごろくの要領で日本全国を周りつつ、ミニゲームで他のプレイヤーと対戦するアクションボードゲーム。DUALSHOCK 2のアナログスティックを駆使したユニークなミニゲームが約50種類含まれている。また、パラレルシステムと称して、他のプレイヤーがミニゲーム対戦中にサイコロを振って進んだり、罠をしかけたり、対戦途中のミニゲームへの乱入が可能となっている。
2003年12月18日には世界が舞台となり、ミニゲームが80種類になった続編『ガチャろく2〜今度は世界一周よ!!〜』が発売された。
以下、『ガチャろく』を『1』、『ガチャろく2』を『2』と略して説明する。

## ゲームモード

### ボードゲームモード
目的
基本的な目的は、日本伝統芸能の達人である「師匠」に認められ大金をもらうこと。そして最後に一番金を持っていた人の勝ち。しかし、師匠に挑戦するのにタダというわけにはいかないので、そのための貯金をボードゲームで稼いでいく。貯金がたまったら挑戦権を獲得でき、師匠に認めてもらえればゲーム終了となる。
基本
ボードゲーム中は、サイコロを振ってコースを進むのが基本。途中、ミニゲームで対戦して貯金を稼いでいく。
貯金・財布
最後の勝敗を決めるのが「貯金」である。ステータスの真ん中に表示される数字が貯金額である。この数字が大きいほど勝っている証拠である。
そしてステータスの下に表示される部分が「財布」である。「貯金」とは別の、手持ちの金を入れるところである。この中の金はマスで増えたり減ったりする他、使うことも出来る。数字ではなく、1円玉や5円玉などの「コイン」で表示される。だが、ここにはコインを10枚までしか入れられない。1円玉でも500円玉でも、あわせて10枚までである。実はこのコインがとても大切で、ミニゲームに対戦エントリーするためには、財布をコインでいっぱいにしなければならない。ミニゲームに勝ったときは、このコインの合計分の貯金を、対戦相手全員から奪い取れる。つまりこのコインは、対戦にエントリーする権利と、対戦に勝ったときの攻撃力になるというわけである。

### ミニゲームモード
ミニゲームの中にはアクションものが多いため、「師匠戦モード」と同様、練習のためのモードである。

### ストーリーモード（『2』のみ）
主人公のカエルを操作し、「世界一周ガチャろく大会」に出場するという設定でヨーロッパ、オーストラリア＆南極、アフリカ、南北アメリカ、アジア＆ロシア、日本の順で6つのボードマップをプレイする。各ステージでプレイヤーキャラが師匠に認めてもらえれば勝利となり次のステージへ進むことができる。

## 登場キャラクター
『俺の料理』に登場したキャラが大半を占める。

### 案内役
おばちゃん
声 - 片岡富枝
司会と説明役を務める。

### プレイヤー
『2』で登場するウーパー、ポール、カエルメスは隠しキャラクターとして登場。
ゆか
声 - 坂本千夏
かえる（『2』ではカエル）
声 - 雨蘭咲木子
『2』ではストーリーモードの主人公として登場。
おっさん
声 - 郷里大輔
前作ではお客の一人だった。
にんじゃ（『2』ではアーノルド）
声 - 飛田展男
名前は違うが、「俺の料理」のリチャード。
ロボ
見た目はロボコックと同じだが、色が違う。
よいどれ
声 - 岩崎ひろし
「俺の料理」では酔っ払いとして登場していた。
まさお
声 - 定岡小百合
ウーパー（『2』のみ）
声 - 間宮くるみ
ポール（『2』のみ）
声 - 愛河里花子
カエルメス（『2』のみ）
声 - 金田朋子

### その他のキャラ
師匠
ステージの最後でミニゲームを出題してくる。合格できれば賞金がもらえる。
じいさん
「ポロリ爺さん」で登場。
卵男
「ラーメンまだ？今出ました！」で具材を投げるコックとして登場。
マイケル
師匠戦のゲーム「能」で登場。また、冒頭のストーリーでも少しだけ登場。
政
マイケルと共に「能」で登場。
モアソウル
マイケル、政と同じく「能」で登場。

## 『1』で登場するマップ
北海道
1周するだけの単純なコースが特徴。全てのお金マスが1円で構成される。
本州
全てのマップの中で1周が最も長いことから乗り物マスが用意されている。
四国
マップが地上と地獄の2種類で構成されており、地獄マスに止まることにより強制的に地獄行きとなる。
九州
分岐マスが存在しており上段と下段を行き来することが出来る。下段には高額なマスが存在するが、貯金マスは存在しない。

## 『2』で登場するマップ
練習マップ
初心者向け。全てのマスがお金マス（1円）、師匠マス、貯金マスのみとなっている。
ヨーロッパ
『1』の北海道同様、1周するだけの単純なコースが特徴。全てのお金マスが1円で構成される。
オーストラリア＆南極
『1』の四国同様、マップがオーストラリアと南極の2種類で構成されており、南極マスに止まることにより強制的に南極行きとなる。
アフリカ
オアシスと砂漠の2種類で構成されており、オアシスからスタートし一旦砂漠地帯を1周してから最初のオアシス地帯に戻る。
南北アメリカ
季節に応じて北地区と南地区の
アジア＆ロシア
『1』の本州と九州同様、上段と下段のマップとなっており、乗り物マスも用意されている。
日本
貯金マスは北海道に、師匠マスは沖縄に配置されている。進む度にコースの繋がりがランダムで変化する。

## 使用できるアイテム
地図
使用すると目的地までのマス数などが表示される。
セーブ
使用するとこれまでの状態をセーブすることが出来る。
カード
今作の最も重要なアイテムであり、使用方法によっては大逆転が可能である。基本的にカードを使用した時点で自分の番は終わるが、2では移動系以外のカードを使用した場合には、続けてサイコロを振れるようになった。カードの種類は後述を参照。

## 登場するカード
進むカード
書かれている数字の分だけ進むことができる。
戻るカード
書かれている数字の分だけ戻ることが出来る。ただし、貯金マスを通る時点で残り数があっても強制的に止められる。
サイコロ2つ（3つ）カード
サイコロを2個または3個を1回で振ることが出来る。
ワープカード
使用すると自分のいるマス以外のマスにワープする。ただし到着するマスの場所は指定できない。
3倍進むカード（『2』のみ）
サイコロの出た目の3倍の数だけ進むことが出来る。
ずっと○マスカード（『2』のみ）
1か月の間、サイコロの目が書かれている数字のみになる。種類は1 / 2 / 3の3種類である。
切符カード
所持することにより乗り物マスで乗り物に乗ることが出来る。『1』では本州マップ、『2』ではアジア＆ロシアマップで使用することが出来る。
地獄カード（『1』のみ）
使用すると地獄マスまでワープし、地獄行きとなる。なお地獄内では使用することが出来ない。
南極行きカード（『2』のみ）
使用すると南極マスまでワープし、南極行きとなる。地獄カード同様に南極内では使用できない。
貯金マス行きカード（『2』のみ）
使用すると貯金マスまでワープすることが出来る。
販売機行きカード（『2』のみ）
使用するとは販売機マスまでワープすることが出来る。
大財布カード
20マス進むまでの間、財布の中に入るコインが倍の20枚になる。
小財布カード
20マス進む間、財布の中に入るコインが半分の5枚になる。
破れ財布カード
20マス進む間、財布の最も右のコインが1マス進むごとに1枚落ちるようになる。
財布落とすカード
10マス進む間、コインを一切手に入れることが出来なくなる。
幸運財布カード
20マス進む間、マスの上の通るだけでコインを手に入れることが出来る。
財布交換カード
自分の財布を交換相手の財布と交換することが出来る（財布を落とした者も交換相手に含まれる）。『1』では交換する相手は一切指定できないが、『2』では交換する相手をルーレットで決定することが出来ようになった。
変更カード（『2』では全部○円）
自分の財布にあるコインを全て同じコインに統一することが出来る。なお統一できるコインの種類は1円、5円、10円、50円、100円の5種類である。
両替カード（『1』ではいつでも両替）
自分の財布のコインを今いるマスで両替することが出来る。
エントリーカード（『1』のみ）
自分の財布の空いている部分を1円玉で埋めて、対戦にエントリー出来る状態になる。
コインマイナスカード
使用すると書かれた数字の枚数だけ右側のコインが財布から落ちる。
トレードカード（『2』のみ）
自分の持っているコインを他のプレイヤーと交換することが出来る。ただし交換する枚数は指定できない。
貯金マイナスカード（『1』のみ）
使用すると書かれた数字の分だけプレイヤーの貯金が減額される。種類は500円、1,000円、1,500円、2,000円の4種類である。
貯金カード（『1』ではいつでも貯金）
自分の財布の全てのコインを自分の貯金箱に貯金することが出来る。
貯金いただきカード（『2』のみ）
交換相手の貯金を横取りすることが出来る。種類は半分とちょっと（1割程度）の2種類である。
貯金へるカード（『2』のみ）
使用するとプレイヤーの貯金が減額される。種類は貯金いただきカードと同様に半分とちょっとの2種類である。
カード燃やすカード
使用すると自分の所持しているカードのいずれか1枚が燃える。
カード全部燃やす
使用すると自分の所持している全部のカードが燃える。
カードいただきカード（『2』のみ）
交換相手の所持している全てのカードを横取りすることが出来る。
代打ち君カード
使用すると書かれたレベル（『1』では1〜7、『2』では弱〜強）で、ミニゲーム（1戦のみ）をコンピューターが自動で操作をする。
ロードローラーカード
自分がいるマスから6マス先までの埋まっているカードを消すことが出来る。
ハズレカード
名の通りいわゆる「ハズレ」で何も効果が無いので燃やすしかない。

## ミニゲーム

### 『1』のミニゲーム
寿司食いねぇ
寿司を5皿食べたら勝ち。ネタによって食べやすいものと食べにくいものがある。かかる時間は、「ウニ＜マグロ＜タマゴ＜巻き寿司＜イカ」。
チャリンコ自家発電
自転車を漕いで電球を光らせる。早くこぎ過ぎるとバテるので注意。
ダニパンチ
布団についているダニを落とす。100匹落としたら勝ち。
奥様のマナー
ゴミの分別について答える早押しクイズ。間違えると一回休み。5点先取で勝ち。
ラーメンまだ?今出ました!
頭の上のどんぶりで具材を受け止める。5種類の具材を全て受け止めたら勝ち。
ロッドマキマキ
おばちゃんの髪をロッドで巻く。5個巻いたら勝ち。
シタジキゴシゴシ
下敷きをこすって静電気を起こし、髪を持ち上げる。最初に髪が持ち上がった人の勝ち。
お金神経衰弱
16枚のカード（お金）で神経衰弱を行う。単位は円の他、ドノレ、ペン、ルーブルがあり最初にレートが表示される。最終的に合計金額の多い人の勝ち。
今日も切手明日も切手
おばちゃんの舌を使って切手を濡らし、葉書に貼る。三枚貼ったら勝ち。たまに手を噛むことがあるため注意が必要。
ペーパー出せ!出せ!
手をまっすぐ下ろしてトイレットペーパーを出し切る。先に出しきった人の勝ち。
間違い探し
1つだけある間違いを探す。先に見つけた人の勝ち。
ニワトリが先!
鶏が落とす卵をキャッチする。先に6個集めた人の勝ち。フンに当たると卵が減ってしまう。
ハイウェイの☆
高速で疾走するバスにしがみつく。最後まで飛ばされずに残った人の勝ち。
ハンマー投げもどき
ハンマーを投げて大声で叫ぶ。声が大きかった人の勝ち。たくさん回るほど大声が出る。他人とぶつかったときは回転の遅い人がはじかれる。
競歩
競歩で勝負し、最初にゴールした人の勝ち。両方の足を同時に上げるとタイムロスになる。
猟奇!因幡の白兎
ワニにかまれずにサメの上を渡っていき、先にゴールできた人の勝ち。ワニにかまれると一定時間動けなくなる。
シャーペンの芯出し
ボタンをひたすら連打して、シャーペンの芯を1番早く出し切った人の勝ち。
和紙漉き好き
両手をゆすり、和紙を広げる、面積が1番大きかった人の勝ち。
ポロリ爺さん
じいさんと桶を動かして飛んでくる石鹸を避ける。桶でちゃんと隠さないとじいさんが動けなくなってしまう。最後まで残った人の勝ち。
ロシアン焼き芋
落ち葉の中に埋もれた焼き芋を探し当てたら勝ち。ただし、3個のうち2個は爆弾。
あひるレスキュー隊
泳いで中央のアヒルを捕まえる。先に捕まえた人の勝ち。
雑巾がけ命がけ
雨漏りしている床を拭いて、バケツに絞る。3リットル分ふきとったら勝ち。
潜水海女さん
海に潜り海の幸を集める。定期的に息継ぎしないと溺れるので注意。
鶴の恩を仇で返す
戸をあけて鶴をのぞく、10秒とをあけたら勝ち。鶴に見つかったら鍵がかかり、一定時間のぞけなくなる。
哀コンタクト
コンタクトレンズを目にはめる。先に両目にはめたら勝ち。
ししおどし
ししおどしに水を注いでいき、倒したら脱落。最後まで残った人の勝ち。
ナメクジ相撲
ナメクジの乗って塩をかけあう。最後までナメクジがとけずに残った人の勝ち。ふってくる塩にも注意。
泣いた赤鬼
鬼の顔に洗濯バサミをつけ、鬼を泣かせたら勝ち。
竹取らず物語
1本の竹に小判が入っており、小判を見つけた人の勝ち。竹取物語とは逆で光る竹を切るとゲームオーバー。
鍋奉行
言われた通りの具をとる、具の種類と煮え具合を指示される。両方あってたら30点、煮え方は違っても20点もらえる。全部で100点を取った人の勝。
実況台風レポーター
雨のかたむきにあわせて傘を倒す。あわないと飛ばされる。飛ばされずに最後まで残った人の勝ち。
ドキドキ鏡餅
順番に餅を積んでいく、餅は衝撃をあたえるとくずれる。すでに積んである餅は、ふれるとくずれることがある。
こいのぼりの気持ち
鯉幟を持ったプレイヤーを操作して風を受け止める。一定量受け止めたら勝ち。飛んでくる新聞紙に当たると操作が効かなくなる。
陰陽大戦
陰陽師となって妖怪を倒す。最後のボスは人魂が弱点で、スコアも高い。得点が一番高い人の勝ち。
うっ!!
鵜を使って鵜飼をする。強く引き上げすぎると鵜が魚を吐いてしまう。5匹捕ったら勝ち。
お父さんあれ取って!
射的の的を撃ち落とす。大きい的は1点、小さい的は2点。5点先取したら勝ち。
ヤキモチ焼き
右スティックを上下に動かし、団扇を動かして餅を膨らませる。最初に大きくした人の勝ち。
盆踊り
表示に合わせて左右のスティックを動かす。500点満点で、スコアの高い人が勝利。
フジヤマファイト
富士山の上で落としあい、土俵の外側に落ちたら負け。最後まで残れたら勝ち。時間がたつと隕石がふってくる。